# Черновка (река, впадает в Нарвское водохранилище)
Черновка (в верхнем течении Чёрная) — река в России, протекает в Сланцевском районе Ленинградской области. Берёт начало из болота Варра. На берегу реки находится деревня Черно. Впадает в Нарвское водохранилище. Длина реки составляет 14 км. В верховье русло реки спрямлено осушительными каналами.

До создания Нарвского водохранилища впадала в реку Плюсса у затопленной ныне деревни Усть-Чернова.

## Данные водного реестра
По данным государственного водного реестра России относится к Балтийскому бассейновому округу, водохозяйственный участок реки — Нарва, речной подбассейн реки — подбассейн отсутствует. Относится к речному бассейну реки Нарва (российская часть бассейна).
По данным геоинформационной системы водохозяйственного районирования территории РФ, подготовленной Федеральным агентством водных ресурсов:
- Код водного объекта в государственном водном реестре — 01030000412102000026680
- Код по гидрологической изученности (ГИ) — 102002668
- Код бассейна — 01.03.00.004
- Номер тома по ГИ — 2
- Выпуск по ГИ — 0